# NGC 5340
NGC 5340 is een spiraalvormig sterrenstelsel in het sterrenbeeld Kleine Beer. Het hemelobject werd op 6 mei 1886 ontdekt door de Amerikaanse astronoom Lewis A. Swift.

## Synoniemen
- MCG 12-13-13
- ZWG 336.22
- NPM1G +72.0115
- PGC 49012